# براندون فاسكيز
براندون فاسكيز (14 أكتوبر 1998 بتشولا فيستا في الولايات المتحدة - ) هو لاعب كرة قدم مكسيكي وأمريكي في مركز الهجوم. لعب مع أتلانتا يونايتد.

## وصلات خارجية
- براندون فاسكيز على موقع الدوري الأمريكي (الإنجليزية)
- براندون فاسكيز على موقع إي إس بي إن إف سي (الإنجليزية)
- براندون فاسكيز على موقع قاعدة بيانات كرة القدم.إي يو (الإنجليزية)
- براندون فاسكيز على موقع ناشيونال فوتبول تيمز (الإنجليزية)
- براندون فاسكيز على موقع Soccerbase.com (لاعب) (الإنجليزية)
- براندون فاسكيز على موقع Soccerway.com (الإنجليزية)
- براندون فاسكيز على موقع عالم كرة القدم.نت (الإنجليزية)
- براندون فاسكيز على موقع AS.com (الإسبانية)